# 好牧羊人之家
好牧羊人之家是一座位於斯洛伐克首都布拉提斯拉瓦的一座狹長的洛可可式建築，位於布拉迪斯拉發城堡下方的老城區。該建築物是由著名的布拉迪斯拉發石匠馬修斯·霍爾里格爾（Matthäus Hollrigl）於1760–1765年建造。最初建物是作為專供當地商人建造的聯排別墅，建築底下用於商業用途，上部用於居住。目前，好牧羊人之家是老城區為數不多的保留原貌的建築之一。

如今，這座房子是布拉提斯拉瓦市博物館附屬設施鍾錶博物館的所在地，該博物館展出17世紀至20世紀初製造的古董鐘錶，及專門展示18世紀和 19 世紀布拉迪斯拉鐘錶匠的鐘錶。一樓和地下室用作酒吧。建築物的名稱「好牧羊人」則是因為它角落裡的好牧羊人基督雕像。好牧羊人之家至今被認為是中歐最美麗的洛可可式建築之一。

## 歷史
該建築建於1760年至1765年，具有梯形輪廓和極其狹窄的正面結構，寬度則為一個房間和樓梯的尺寸，供商人使用。1975年重建後，布拉提斯拉瓦市博物館在這裡展出了60多件歷史鐘錶。